# 1,2,3-トリブロモプロパン
1,2,3-トリブロモプロパン(1,2,3-Tribromopropane, TBP)は、有機化合物である。透明無色から明るい黄色の液体である。